# Vlastimil Sýkora
Vlastimil Sýkora (4. května 1922 Kladno – 7. listopadu 2013 Plzeň) byl český hokejista a pozdější trenér. Ve své kariéře hrál za Kladno, za něž nastoupil k 291 utkáním. Od sezóny 1955/1956 toto mužstvo trénoval a v roce 1959 s ním vyhrál titul mistra Československa. V tomtéž roce dovedl československou hokejovou reprezentaci k zisku bronzových medailí na mistrovství světa, které se tehdy konalo v Praze. Působení na Kladně ukončil roku 1963 přechodem do Vítkovic. V dalších letech postupně vedl mužstva Plzně, Gottwaldova a Českých Budějovic. Trénoval však také v zahraničí, a sice ve francouzském Chamonix.

## Rodina
Sýkora se usadil v Plzni. Jeho synem je hokejový trenér Marek Sýkora, jenž od roku 2014 glosoval a komentoval přenosy České televize. V této funkci ze své vlastní vůle skončil po mistrovství světa v ledním hokeji 2018 v Dánsku.
Mladší syn Vlastimila Sýkory byl úspěšným volejbalistou - čtyřnásobným mistrem republiky s celky Dukla Liberec (1973), Aero Odolena Voda (1977) a RH Praha (1982 a 1984) a v letech 1977-82 reprezentantem ČSSR se startem na dvou evropských a jednom světovém šampionátu.

## Ocenění
Během utkání mezi hokejovými výběry České republiky a Švédska sehrané 15. prosince 2011 v Chomutově v rámci turnaje Channel One Cup byl Sýkora zařazen mezi členy Síně slávy českého hokeje.